# Cảnh quan Đá phiến của Tây Bắc Wales
Cảnh quan Đá phiến của Tây Bắc Wales là một Di sản thế giới được UNESCO công nhận từ năm 2021. Nó minh họa sự thay đổi mà ngành công nghiệp khai thác đá phiến mang lại trong cảnh quan nông thôn truyền thống ở khu vực núi và thung lũng của Snowdonia. Di sản này trải dài từ đỉnh núi đến bờ biển, tận dụng và vượt qua các thách thức nhờ các quy trình công nghiệp quy mô lớn do các chủ đất và nhà đầu tư vốn thực hiện, định hình lại cảnh quan nông nghiệp thành một trung tâm công nghiệp sản xuất đá phiến trong thời kỳ Cách mạng công nghiệp (1780-1914).
Di sản bao gồm 6 thành phần là các mỏ đá và khu mỏ còn sót lại, các địa điểm khảo cổ liên quan đến chế biến công nghiệp đá phiến, các khu định cư lịch sử, bao gồm cả khu dân cư, di tích, các khu vườn lịch sử, nhà nông thôn, bến cảng cũng như hệ thống đường sắt và đường bộ và các thành tố khác có liên quan còn sót lại. Di sản này có ý nghĩa quốc tế không chỉ đối với việc xuất khẩu đá phiến mà còn xuất khẩu công nghệ và công nhân lành nghề từ những năm 1780 đến đầu thế kỷ 20. Nó trở thành thành hình mẫu cho các mỏ đá phiến khác ở các nơi khác trên thế giới và là một ví dụ quan trọng, đáng chú ý về sự trao đổi vật liệu, công nghệ và giá trị con người.
Các thành phần chính của Di sản thế giới Cảnh quan Đá phiến của Tây Bắc Wales bao gồm:
- Mỏ đá Penrhyn, thung lũng Ogwen đến cảng Penrhyn[2]
- Cảnh quan đá phiến Dinorwic[3]
- Cảnh quan mỏ đá phiến ở Thung lũng Nantlle[4]
- Mỏ đá phiến, đường sắt và nhà máy Gorseddau và Hoàng tử xứ Wales[5]
- Ffestiniog: Mỏ đá phiến, mỏ đá, thành phố đá phiến và tuyến đường sắt đến Porthmadog[6]
- Mỏ đá Bryn Eglwys, làng Abergynolwyn và tuyến đường sắt Talyllyn[7]

## Hình ảnh

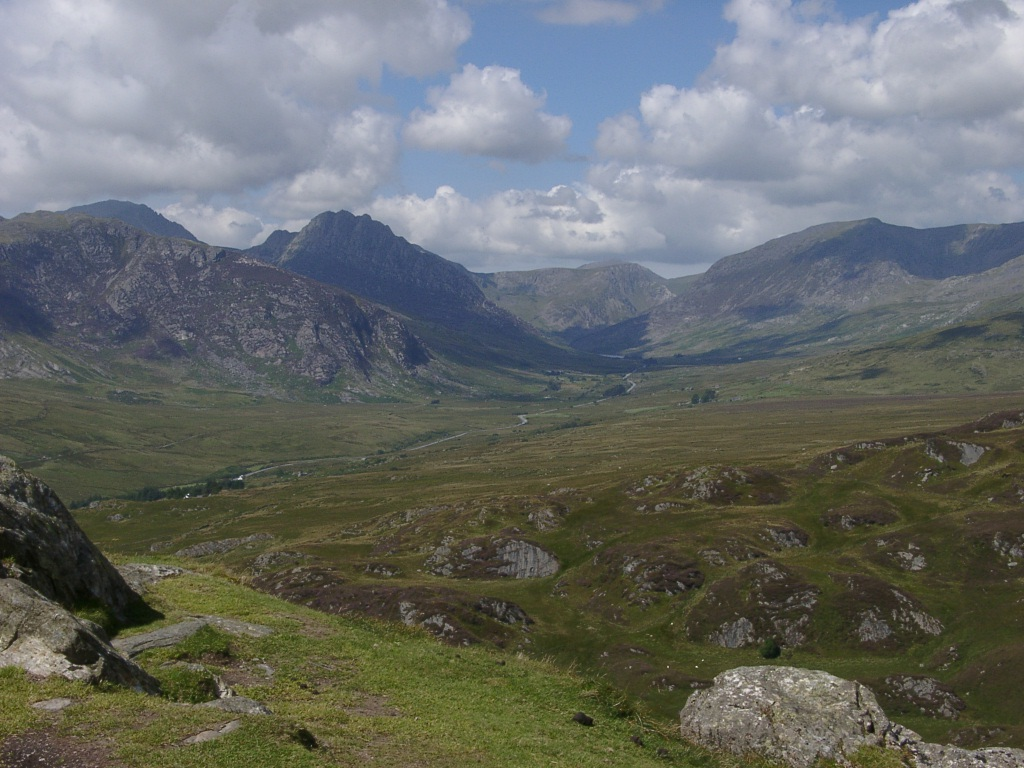
Thung lũng Ogwen nhìn từ Crimpiau
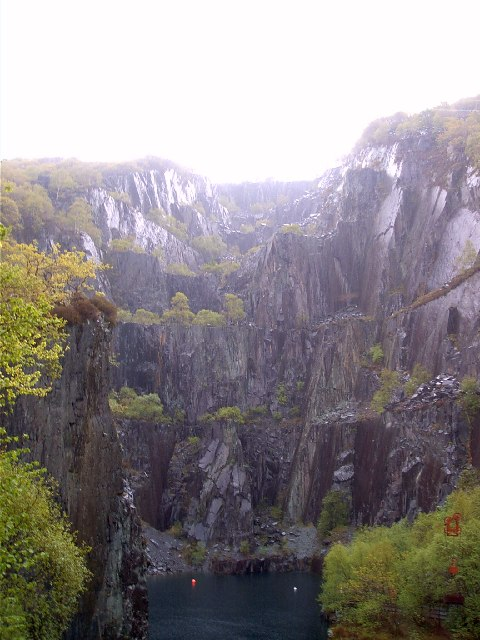
Mỏ đá Vivian, một phần của Dinorwic
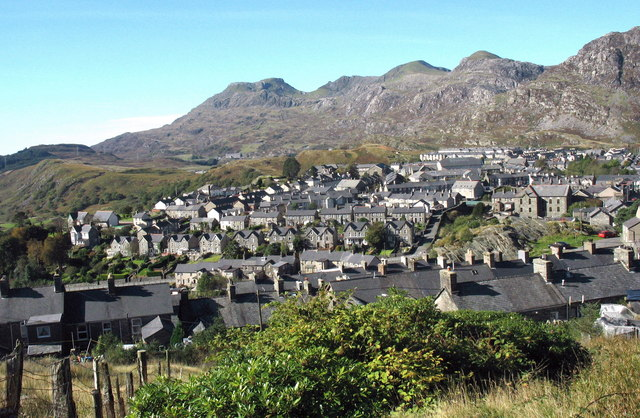
Ffestiniog
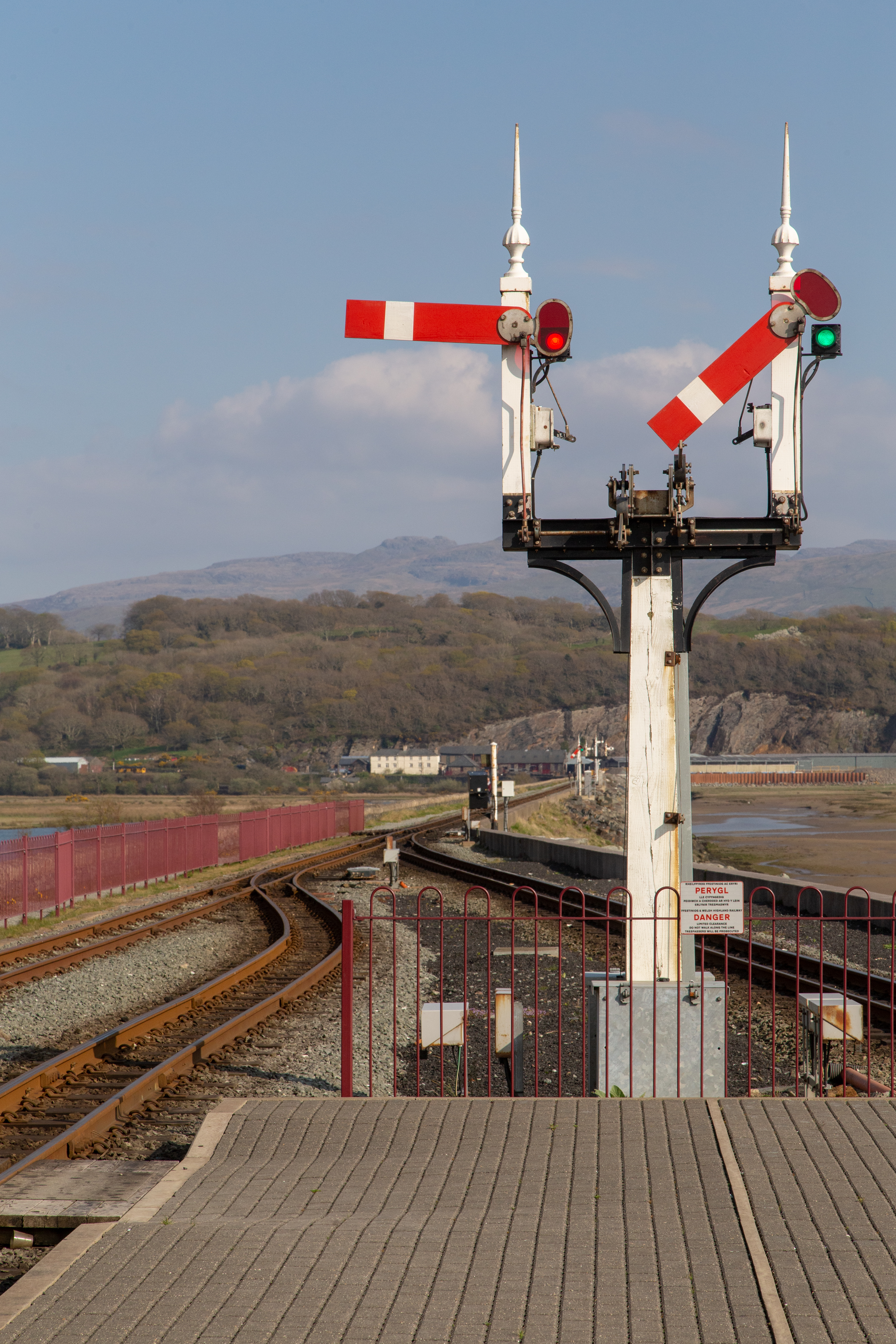
Nhà ga của Tuyến đường sắt Ffestiniog tại cảng Porthmadog
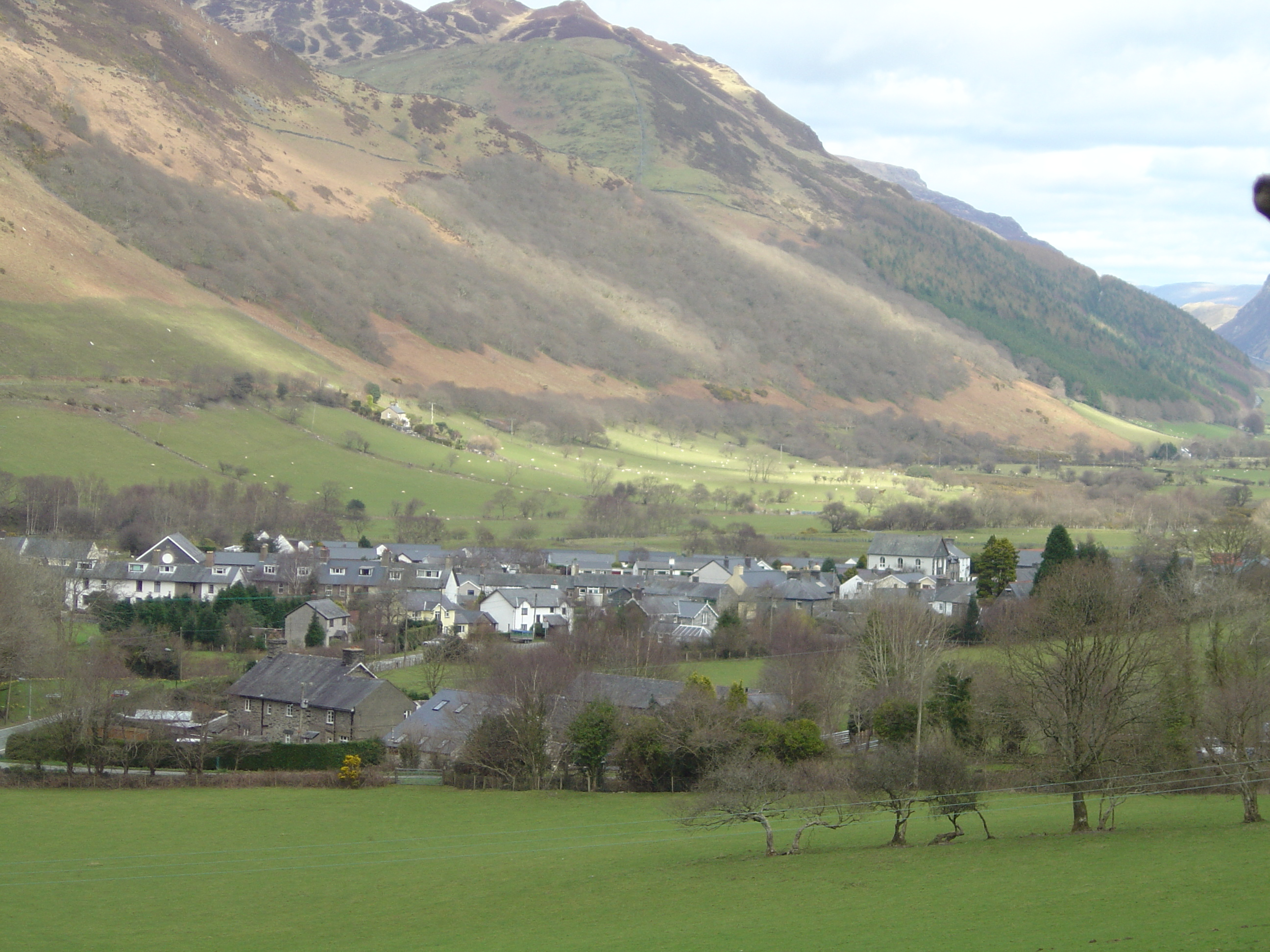
Làng Abergynolwyn
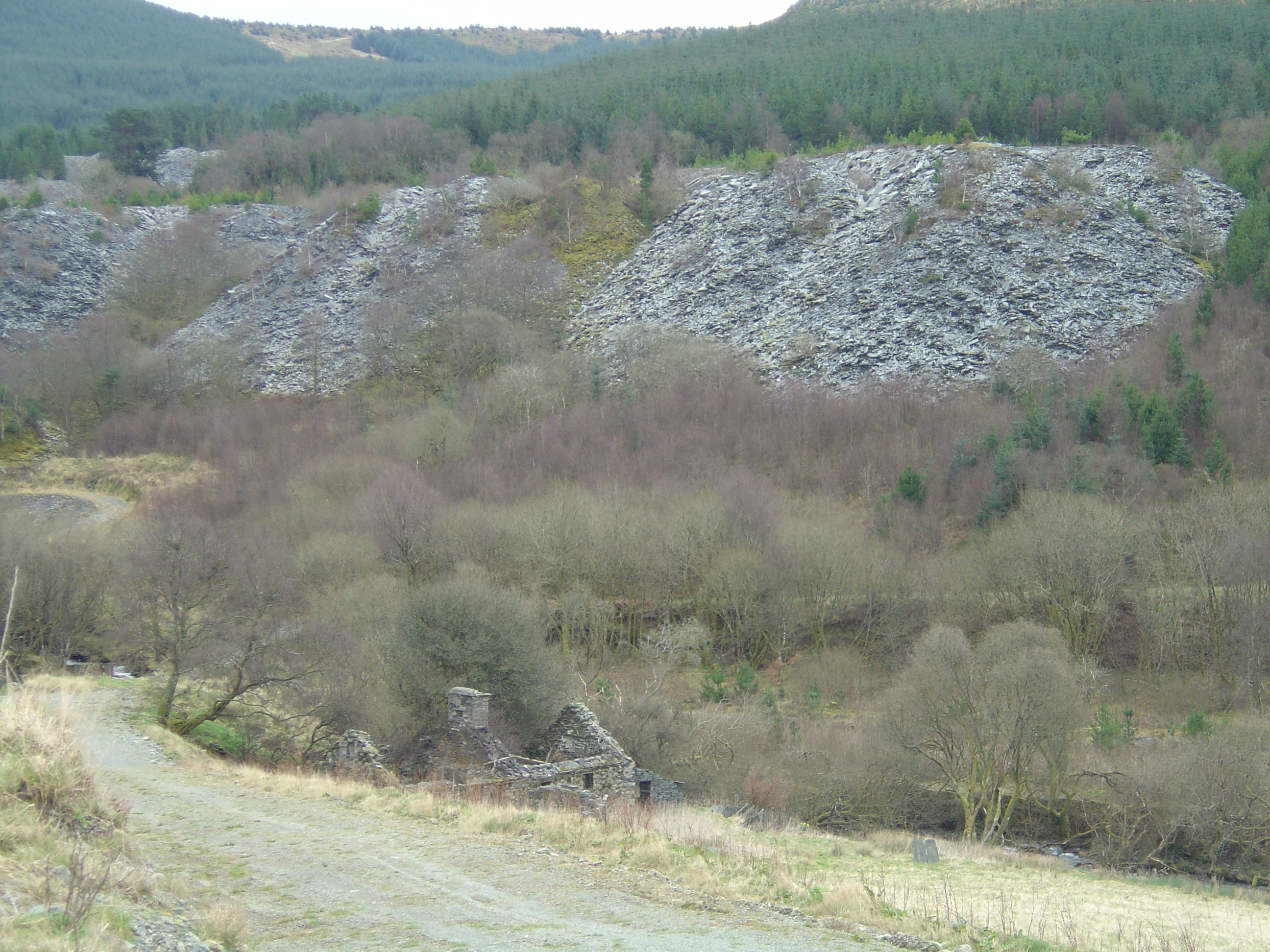
Những gì còn sót lại của mỏ đá Bryn Eglwys.